# 앨버트 에이브러햄 마이컬슨
앨버트 에이브러햄 마이컬슨(Albert Abraham Michelson, 1852년 12월 9일 - 1931년 5월 9일)은 폴란드계 미국인 물리학자이다. 빛의 속도와 에테르에 관한 업적을 남겼다.
폴란드에서 유대인 집안에서 태어나 2세 되던 해 부모와 함께 미국으로 이주해 온다. 1869년 애너폴리스의 해군 사관학교(United States Naval Academy)에 입학하여, 1873년 졸업하여 해군으로 복무하며, 해병학교의 물리학 강사가 된다. 그 이후 유럽에서 2년간 공부하여 광속측정에 관심을 갖게 된다. 1881년 해군을 그만두고 유럽에서 유학하였다. 클리블랜드 대학 물리학 교수를 거쳐, 시카고 대학 교수를 지냈다.
마이컬슨은 광속에 대한 연구를 시작하여 1881년 마이컬슨 간섭계를 발명해내어, 그것으로 지구상의 공전 궤도에 따르는 방향과 빛의 속도가 거의 같음을 실제로 측정하였다. 에드워드 몰리와 함께 당시 빛의 매질로 가정되었던 에테르를 검출하기 위해 공전운동하고 있는 지구와 에테르의 상대운동에 따른 광파의 간섭을 검출하는 실험을 반복한다. (마이컬슨-몰리 실험) 그러나 빛이 에테르같은 매질을 통해 전달되는 파동이었다면 검출되었어야 할 간섭현상은 검출되지 않는 결과로 끝맺게 된다.
그러나 이 결과는 어떠한 방향으로든 움직이는 물체에서 관측한 광속도는 언제나 일정하다는 광속 불변의 법칙의 발견으로 이어져, 후에 알베르트 아인슈타인의 특수상대성이론의 기반이 된다.(그러나 아인슈타인의 편지에 따르면 이론을 전개하는데 별다른 영향을 끼치지 못했다고 한다.). 그러한 이유로 교과서의 특수상대성이론 설명에 언제나 제일 먼저 등장하는 것이 마이컬슨과 몰리의 실험이다.
또한 마이컬슨은 정확한 광속도를 구하는 실험을 반복하여 그가 얻어낸 초속 18만 6,153마일이라는 숫자는 당시 최고의 정밀도를 자랑했다.
1907년 마이컬슨은 광학에 대한 연구업적으로 노벨 물리학상을 수상한다. 이는 미국인이 과학부분에서 노벨상을 수상한 첫 번째 사례였다.

## 수상
- 노벨 물리학상 (1907)
- Rumford Prize (1888)
- Matteucci Medal (1903)
- Copley Medal (1907)
- Gold Medal of the Royal Astronomical Society (1923)
- 왕립 학회
- United States National Academy of Sciences

## 참고 자료
- 이 문서에는 다음커뮤니케이션(현 카카오)에서 GFDL 또는 CC-SA 라이선스로 배포한 글로벌 세계대백과사전의 내용을 기초로 작성된 글이 포함되어 있습니다.